# Douzième Avenue
La Douzième Avenue, également appelée West Side Highway ou Joe DiMaggio Highway, est une avenue de New York.

## Situation et accès
Située dans l'ouest de l'arrondissement de Manhattan, la Douzième Avenue prend le nom de Henry Hudson Parkway, au nord de la 60e rue, et devient une sorte de périphérique sans accès piéton.

## Origine du nom
Les avenues de Manhattan sont orientées du nord au sud et numérotées d'ouest en est.
La Douzième Avenue est donc la douzième ligne verticale à partir de l'Hudson River.

## Historique
Elle fait partie du Commissioners' Plan de 1811, qui instaure le quadrillage des rues et avenues de Manhattan pour faciliter son développement urbain.
À l'origine, la « Douzième Avenue » était une voie industrielle, bordée d'entrepôts, de quais et de terminaux maritimes.
Dans les années 1930, elle a été transformée en West Side Highway, puis en devient la Henry Hudson Parkway une autoroute urbaine surélevée. Mais après l'effondrement d'une section en 1973, elle a été démolie. 

## Bâtiments remarquables et lieux de mémoire
La Douzième Avenue est bordée de parcs comme le Hudson River Park (en).